# Ico
Ico — це гра у жанрі action-adventure, розроблена та видана компанією Sony Computer Entertainment для PlayStation 2 у 2001 році. Гру розробив Фуміто Уеда, який хотів створити мінімалістичну гру, засновану на концепції «хлопчик зустрічає дівчинку». Спочатку запланована для PlayStation, розробка Ico зайняла близько чотирьох років. Команда застосувала підхід «віднімання дизайну», щоб зменшити елементи ігрового процесу, які заважали ігровому сетингу та історії, щоб створити високий рівень занурення.
Гравець керує Іко, хлопчиком, який народився з рогами, що в його селі вважається поганою прикметою. Після того, як воїни замикають його в покинутому замку, він звільняє Йорду, дочку королеви замку, яка планує використати Йорду, щоб продовжити своє життя. Іко повинен співпрацювати з Йордою, щоб втекти із замку, захищаючи її від ворогів, допомагати їй у вирішенні головоломок і розв'язування загадок.
Ico представила кілька дизайнерських і технічних елементів, які вплинули на наступні ігри, включаючи історію, розказану з мінімальною кількістю діалогів, освітлення та анімацію ключових кадрів. Хоча вона не мала комерційного успіху, її визнали за художнє оформлення, оригінальний ігровий процес та сюжетні елементи, і вона отримала кілька нагород, зокрема номінацію «Гра року» та три нагороди Game Developers Choice Awards. Її вважають культовою класикою, називають однією з найкращих відеоігор, коли-небудь створених, і часто згадують у дискусіях про відеоігри як вид мистецтва. У 2006 році її перевидали в Європі разом із Shadow of the Colossus, духовною спадкоємицею Ico. Ремастер гри у високій роздільній здатності був випущений разом із Shadow of the Colossus для PlayStation 3 у колекції The Ico & Shadow of the Colossus Collection у 2011 році.